# George R. Riddle

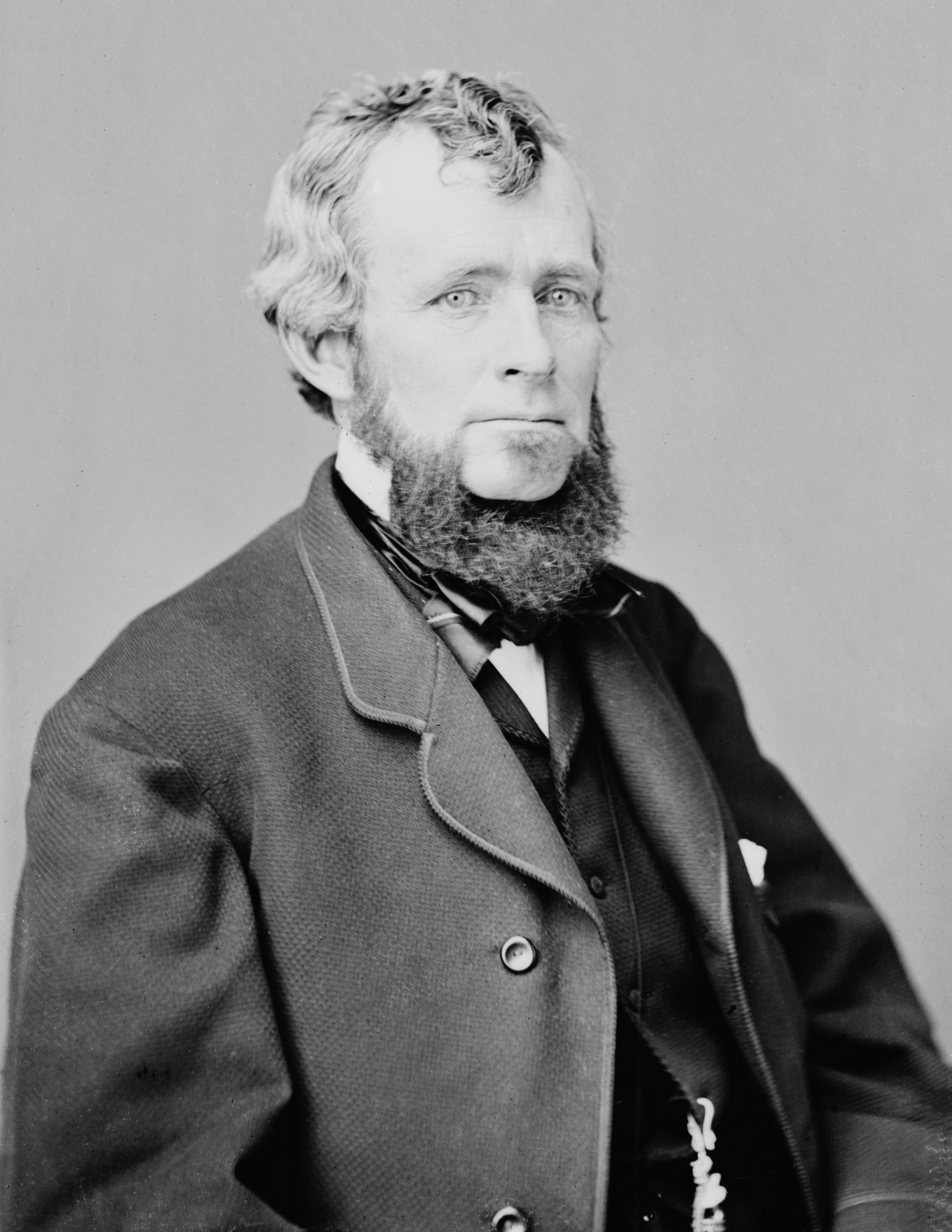
George R. Riddle

George Read Riddle (* 1817 in New Castle, Delaware; † 29. März 1867 in Washington D.C.) war ein US-amerikanischer Politiker (Demokratische Partei), der den Bundesstaat Delaware in beiden Kammern des US-Kongresses vertrat.
Nach dem Schulbesuch setzte George Riddle seine Ausbildung mit einem Studium des Bauingenieurwesens am Delaware College, der späteren University of Delaware, fort. Außerdem studierte er die Rechtswissenschaften und wurde 1848 in die Anwaltskammer aufgenommen, woraufhin er eine juristische Kanzlei in Wilmington eröffnete. Seine Ingenieursausbildung gab den Ausschlag dafür, dass er 1849 in eine Kommission zur Neuvermessung der Mason-Dixon-Linie berufen wurde. Überdies war er mit der Konstruktion von Bahnstrecken und Kanälen beschäftigt. Von 1849 bis 1850 übte Riddle außerdem das Amt des stellvertretenden Attorney General der Vereinigten Staaten aus.
Nachdem er sich 1844 erstmals um einen Sitz im Repräsentantenhaus der Vereinigten Staaten beworben und gegen den Whig John W. Houston verloren hatte, kandidierte Riddle 1850 erneut und setzte sich diesmal mit ganzen 129 Stimmen Vorsprung gegen George B. Rodney durch. Zwei Jahre darauf wurde er im Amt bestätigt, ehe er 1854 Elisha D. Cullen von der American Party unterlag. Nach dem Zensus von 1860 besaß Riddle, als einer von zwei erfassten Bürgern von Delaware, Sklaven.
Während des Bürgerkrieges kämpfte Riddle in einem Regiment der Home Guard von Wilmington. Eine Folge des Krieges war, dass die US-Senatoren zu Treueschwüren auf die Union angehalten wurden. Delawares Senator James A. Bayard weigerte sich, den Eid zu leisten, und schied aus dem Kongress aus, woraufhin George Riddle am 2. Februar 1864 zu seinem Nachfolger gewählt wurde. Er starb jedoch noch vor dem Ende seiner Amtszeit im März 1867 in Washington; zu seinem Nachfolger wurde nun James Bayard ernannt.